# Bosnien BA11

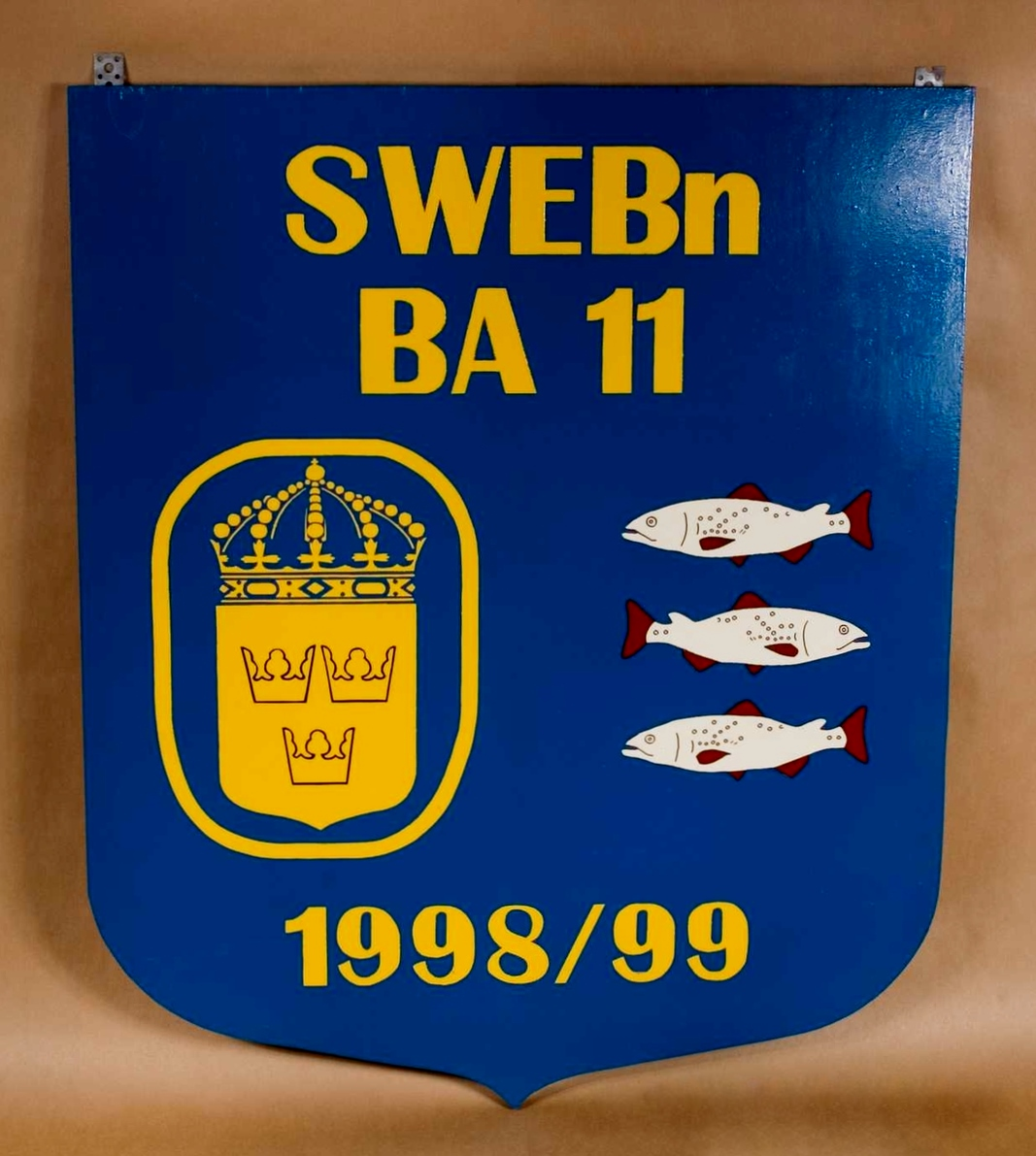
Vapensköld för BA 11

BA11 var den elfte bataljonen av de Svenska Bosnienbataljonerna som Sverige bidrog med till de fredsbevarande styrkorna i Bosnien och Hercegovina.

## Allmänt
Förbandet sattes upp av Ångermanlandsbrigaden (NB 21) i Sollefteå. Bataljonsstab (VN), stab- och trosskompani (XN) samt pansarskyttekompaniet (RN/B-Coy) grupperade på Camp Oden utanför Tuzla. Halva pansarskyttekompaniet ur (SN/C-Coy) grupperade på sin patrullbas Sierra Base utanför Gracanica, medan andra halvan grupperade inne på Camp Oden.
B-Coy ansvarade även för bemanningen av observationsplatsen, tillika relästationen B10 inne i Ozrenfickan.

## Förbandsdelar
- Bataljonschef: Öv Per-Ove Eriksson
- HQ-Log Coy: Chef Mj J. Vall
- Pansarskyttekompani B-Coy: Chef Mj Mattias Landström
- Pansarskyttekompani C-Coy: Chef Mj Daniel Kindberg